# Marija Kaluđerović
Marija Kaluđerović, teils auch Marija Kaludjerovic, (geboren am 13. August 1994 in Podgorica) ist eine Handballspielerin aus Montenegro.

## Vereinskarriere
Die auf der Position Kreisläufer eingesetzte Spielerin war in Montenegro bei Levalea und in der Türkei aktiv bei den Vereinen Istanbul Üsküdar SK, Bursa Osmangazi SK und Adana Sekirpasa SK. Bis 2021 war sie bei İzmir Büyükşehir Belediyesi aktiv, zuvor auch bei ŽRK Biseri.
Im Mai 2021 gab sie ihren Wechsel nach Deutschland in die Bundesliga bei Bayer 04 Leverkusen bekannt. Nachdem Kaluđerović in der Saison 2022/23 mit dem kroatischen Erstligisten ŽRK Lokomotiva Zagreb die kroatische Meisterschaft gewonnen hatte, schloss sie sich dem rumänischen Erstligisten CS Dacia Mioveni 2012 an.

## Nationalmannschaft

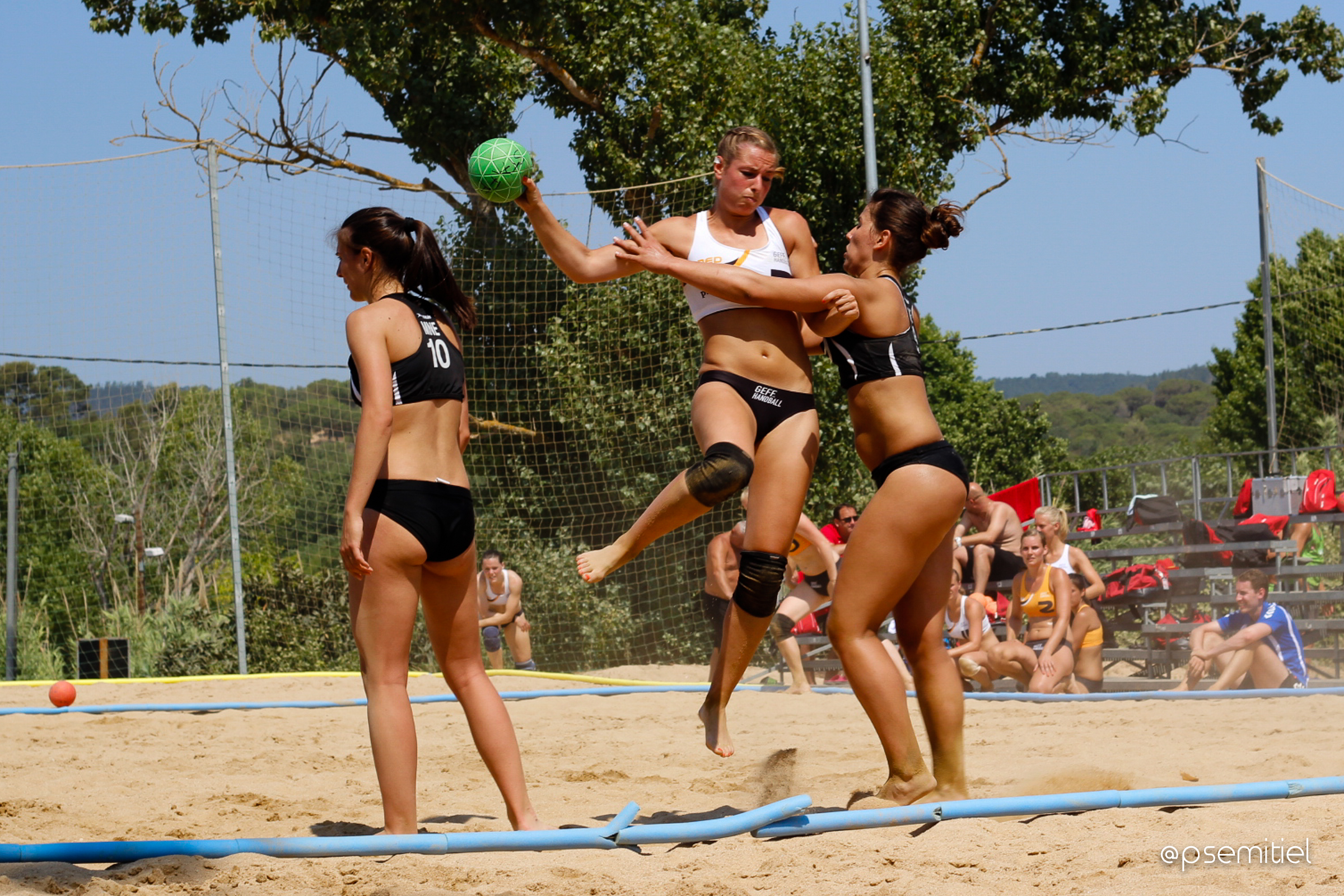
Kaluđerović (rechts) im Spiel gegen die Niederlande bei den Beachhandball-Europameisterschaften 2015; links Dušica Kažić, Mitte Eefke ter Sluis

Kaluđerović stand im Aufgebot der montenegrinischen Nationalmannschaft.
Bei der bislang einmaligen Teilnahme einer montenegrinischen Beachhandball-Nationalmannschaft an Europameisterschaften 2015 in Lloret de Mar belegte Kaluđerović mit ihrer Mannschaft den 14. und damit letzten Platz.